# Tōru Suzuki
Tōru Suzuki (japanisch 鈴木 徹, Suzuki Tōru; * 7. September 1987 in Yamanashi) ist ein japanischer Dartspieler.

## Karriere
Tōru Suzuki, der aus dem Softdart-Bereich kommt, trainiert zusammen mit Seigo Asada. 2017 konnte er bei der Perfect Japan Tour einige Turniere gewinnen. Weniger erfolgreich verlief für ihn die PDC Asian Tour. Im November 2020 konnte er den PDC Asia Japan Qualifier für die PDC World Darts Championship 2021 gewinnen. Bei seinem Weltmeisterschaftsdebüt unterlag er dem Letten Madars Razma mit 0:3.
Zusammen mit Tomoyo Goto vertrat Suzuki Japan beim World Cup of Darts 2022. Die beiden unterlagen jedoch im ersten Spiel dem Team aus Belgien. Als World-Cup-Teilnehmer qualifizierte er sich allerdings für die PDC Asian Championship. Nachdem er seine Vorrundengruppe deutlich für sich entscheiden konnte, gewann Suzuki jeweils im Last-Leg-Decider das Achtelfinale gegen Paul Lim und das Viertelfinale gegen Yuki Yamada, womit er für die PDC World Darts Championship 2023 qualifiziert ist. Das Halbfinale gegen Paolo Nebrida konnte er nicht gewinnen.

## Weltmeisterschaftsresultate

### PDC
- 2021: 1. Runde (0:3-Niederlage gegen  Madars Razma)
- 2023: 1. Runde (0:3-Niederlage gegen  Boris Krčmar)